# Robbie Weiss
Robbie Weiss (Chicago, 1º dicembre 1966) è un ex tennista statunitense.

## Carriera
In carriera ha vinto un titolo nel singolare, l'ATP San Paolo nel 1990. Nei tornei del Grande Slam ha ottenuto il suo miglior risultato raggiungendo il secondo turno nel singolare agli Australian Open nel 1993 e agli US Open nel 1992 e nel 1994.

## Statistiche

### Singolare

#### Vittorie (1)
| Numero | Anno            | Torneo                   | Superficie | Avversario in finale | Punteggio     |
| 1.     | 28 ottobre 1990 | ATP San Paolo, San Paolo | Sintetico  | Jaime Yzaga          | 6-3, 6-7, 8-6 |